# تكلفة تشغيل
تكلفة تشغيل هي المصاريف التي تتعلق تشغيل الأعمال التجارية، أو لتشغيل الجهاز، المكون قطعة من معدات أو مرافق. وهي تكلفة الموارد المستخدمة من قبل منظمة لمجرد الح

فاظ على وجودها.